# Hederabrug
De Hederabrug (brug 998) is een vaste brug in de vorm van een viaduct in Amsterdam-Noord.
Ze is gelegen over de Nieuwe Leeuwarderweg die hier omringd wordt door het Noorderpark en voorheen het Volewijkspark doorsneed.
De brug dateert uit de 2010/2011 en bestaat uit een lange enigszins boogachtig betonnen overspanning op twee betonnen pijlers in de vorm van jukken. De randen van de overspanning hebben een <-vorm. De sierlijkheid van de brug is terug te vinden in de bewerkte stalen balustrades, die behoorlijk naar binnen hellen in het verlengde van de bovenzijde van de overspanning. De brug is versierd met bladmotieven, zowel in de pijlers (een aantal) en balustrades (overdadig). Het viaduct ligt een loodrecht over zowel de Nieuwe Leeuwarderweg als de rails van de Noord-Zuidlijn.
De brug, die twee zusjes heeft in Klimopbrug (brug 999) en brug 1000, kreeg al in de volksmond een bijnaam die verwees naar het “bladerdek”. De brug werd als een van de eerste bruggen voorzien van een nieuwe naam, hedera is de wetenschappelijke naam voor klimop. De gemeente Amsterdam trok in maart 2016 alle officieuze benamingen voor bruggen in en (her-)benoemde daarbij tevens de officiële benamingen. De Hederabrug was een van de nieuwe benamingen.
De brug is ontworpen door Architectenbureau West 8, die ook de totale herinrichting van dit deel van het Noorderpark verzorgde. Tot minstens zomer 2018 was de brug buiten gebruik; het padenstelsel van het westelijke deel van het Noorderpark had nog geen aansluiting gekregen op de brug.

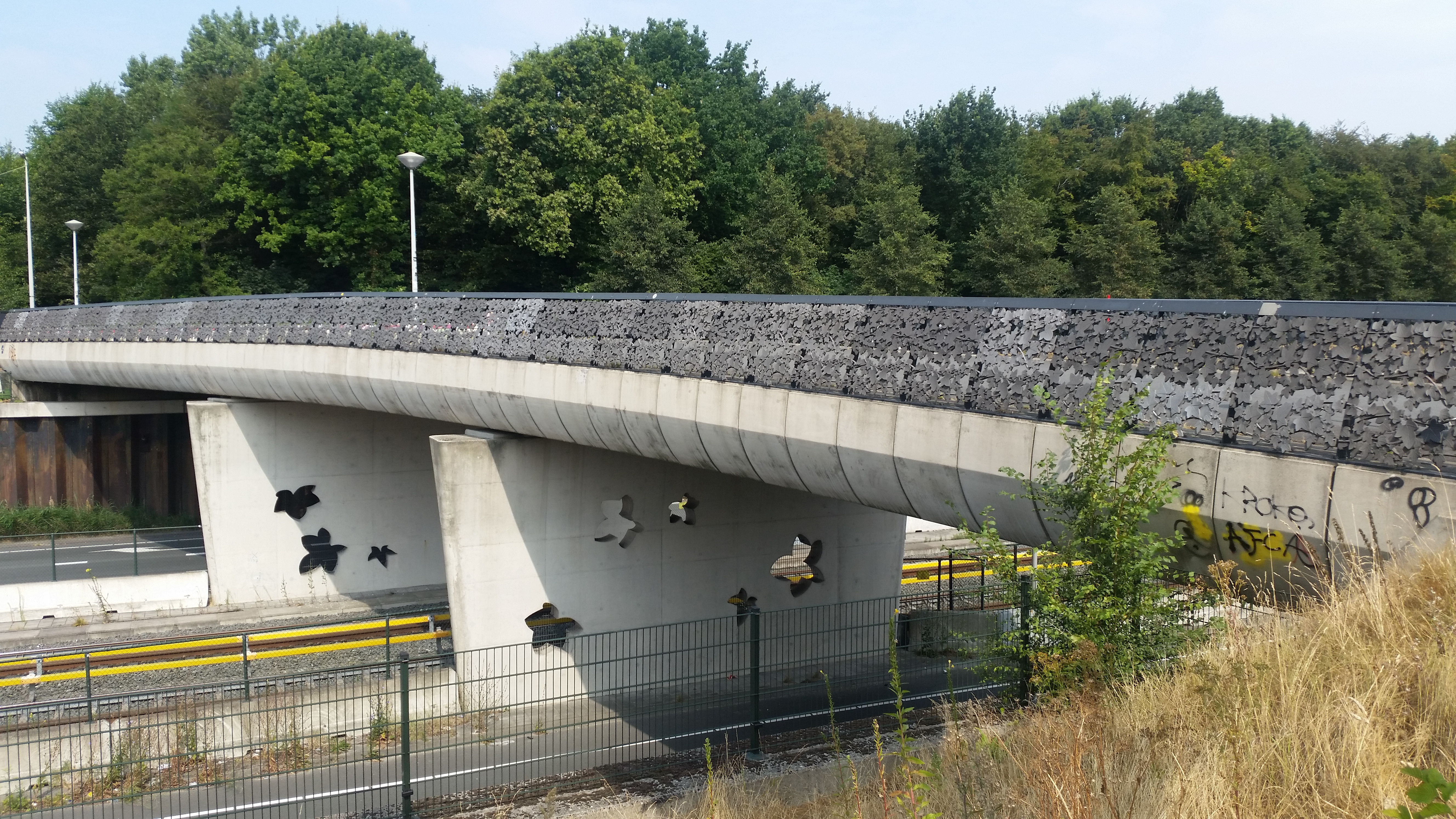
Zijaanzicht (juli 2018)

<<< · 900 · 901 · 904 · 905 · 906 · 907 · 908 · 909 · 912 · 913 · 914 · 915 · 916 · 917 · 918 · 919 · 920 · 923 · 924 · 930 · 932 · 933 · 934 · 935 · 936 · 937 · 939 · 943 · 944 · 945 · 946 · 947 · 948 · 949 · 950 · 951 · 952 · 953 · 954 · 956 · 957 · 958 · 959 · 960 · 961 · 962 · 963 · 964 · 965 · 966 · 967 · 968 · 970 · 971 · 972 · 973 · 974 · 975 · 978 · 979 ·  980 · 981 · 984 · 985 · 986 · 987 · 988 · 989 · 990 · 991 · 992 · 993 · 994 · 995 · 996 · 997 · 998 · 999 · >>>
Brugnummers  902, 903, 910, 911, 920, 921, 922, 925, 926, 927, 928, 929, 931, 937, 938, 940, 941, 942, 955, 969, 976, 977, 982, 983 zijn niet (meer) vergeven.